# Henriette von Liechtenstein

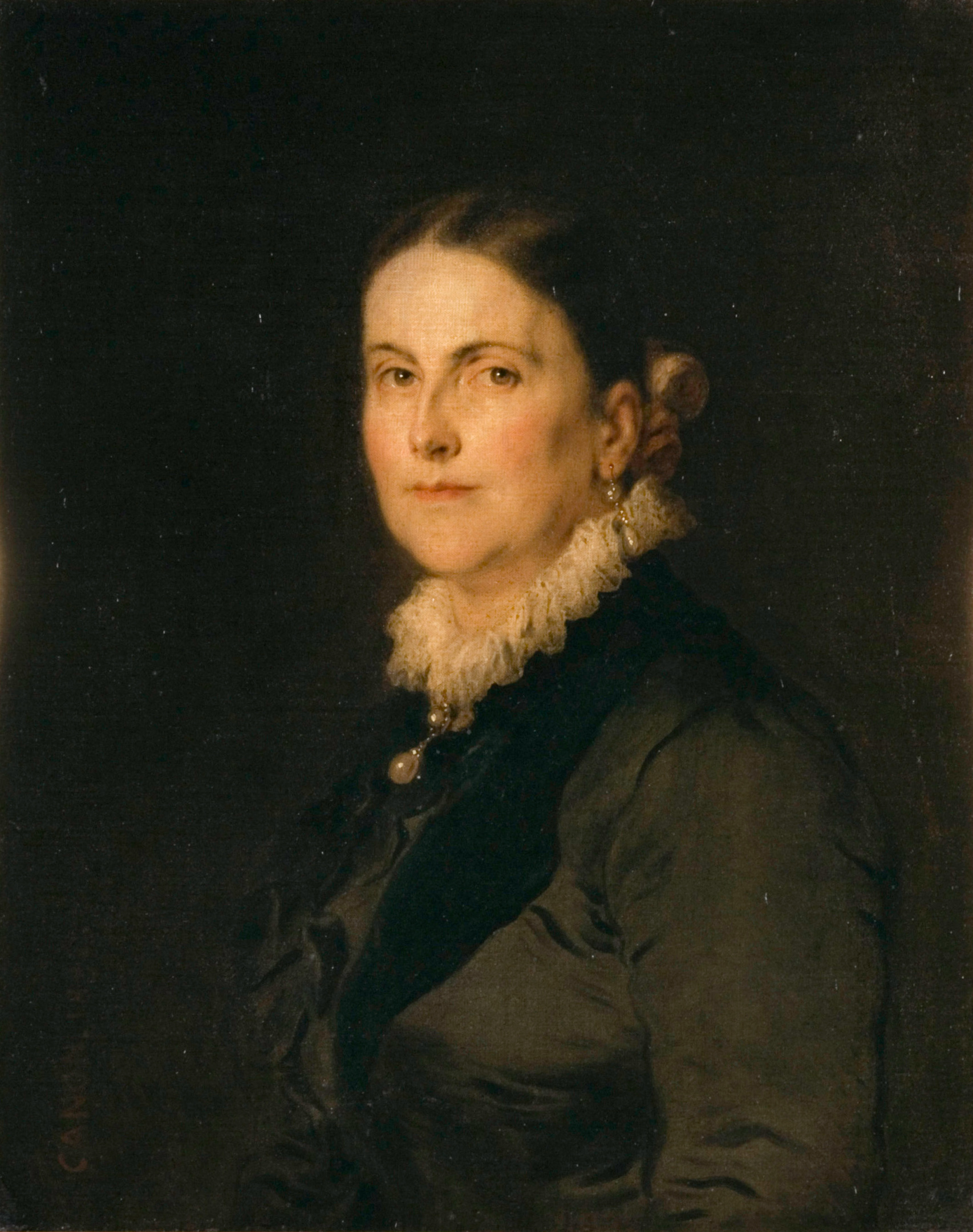
Henriette von und zu Liechtenstein

Prinzessin Henriette Maria Norberta von und zu Liechtenstein (* 6. Juni 1843 auf Schloss Liechtenstein bei Maria Enzersdorf, Niederösterreich; † 24. Dezember 1931 auf Schloss Frauental bei Deutschlandsberg, Steiermark) war ein Mitglied des Hauses Liechtenstein.

## Biografie
Prinzessin Henriette wurde 1843 als achtes von elf Kindern des Fürsten Alois II. von und zu Liechtenstein (1796–1858) und dessen Ehefrau Franziska, geborene Gräfin Kinsky von Wchinitz und Tettau (1813–1881), auf Schloss Liechtenstein in Niederösterreich geboren. Henriette heiratete am 26. April 1865 ihren Cousin Prinz Alfred von und zu Liechtenstein (1842–1907). Aus dieser Ehe gingen elf Kinder hervor. Die zwei unter Naturschutz stehenden Rotbuchen vor dem Schloss Hollenegg wurden aus Anlass dieser Hochzeit gepflanzt. Nach dem Tode ihres Schwiegervaters 1887 wurde ihr Ehemann Besitzer des Sekundogenitur-Familienfideikommiss des Hauses Liechtenstein mit den Gütern in der West- und Oststeiermark.
Die Renovierung der Wolfgangikirche in Kruckenberg bei Hollenegg ist auf ihre Initiative und ihre Kontakte zum damaligen steirischen Landtagsabgeordneten (in der Quelle als Landtagspräsident bezeichnet) Baron Kalchberg zurückzuführen, der das Gut Sommerhof in Trahütten besaß und zeitweise in Frauental lebte.
Henriette wirkte als Wohltäterin in einer Reihe von steirischen Gemeinden wie Deutschlandsberg, Hollenegg, Frauental oder Riegersburg. Sie finanzierte die Ausbildung von 18 Priesterstudenten und versorgte 35 Schulen regelmäßig mit Geld und Kleidungsstücken, 1892 wird sie als Spenderin von Winterbekleidung für 24 arme Schüler der Schule in Riegersburg genannt. Sie stattete verschiedene Kirchen in Riegersburg, Deutschlandsberg, Hollenegg, aber auch das Schottenstift in Wien mit Messornaten aus. Sie war bei vielen Vereinen Fahnenmutter und unterstützte die Schule der Schulschwestern in Bad Schwanberg, die von ihrer Schwiegermutter gegründet worden war. Henriette hatte 1912 auch die Absicht, zur Unterstützung armer Kinder aus den Familien der Industriearbeiter in Deutschlandsberg nach dem Muster ähnlicher Einrichtungen der barmherzigen Schwestern vom hl. Kreuze eine Kinderbewahranstalt zu gründen. Das wurde allerdings vom damaligen Bürgermeister Ignaz Strutz, der u. a. auch Gründer des Kindergartens Deutschlandsberg war, abgelehnt. Dazu sind angebliche Bedenken publiziert, wonach in diesem Plan Henriettes eine Kritik an dem Kindergarten (der damals noch nicht zur Gemeinde gehörte) vermutet wurde. Diese Ablehnung trübte das Verhältnis Henriettes zur Gemeinde.
Nicht zuletzt wegen ihrer weit reichenden Familienbeziehungen war sie häufig auf Reisen. 1893 bestieg sie als 50-jährige auch noch den Großen Speikkogel. Prinzessin Henriette starb 1931 mit 88 Jahren auf Schloss Frauental. Sie ist neben ihrem Gemahl in der Neuen Gruft in Wranau begraben.

## Nachkommen
- Franziska (* 21. August 1866;[3] † 23. Dezember 1939), unverheiratet
- Franz (* 24. Januar 1868; † 26. August 1929), unverheiratet
- Julia (*/† 24. Januar 1868)
- Alois (* 17. Juni 1869; † 16. März 1955), ⚭ 1903 Erzherzogin Elisabeth von Österreich (1878–1960)
- Maria Theresia (* 9. September 1871; † 9. April 1964), unverheiratet
- Johannes (* 6. Januar 1873; † 3. September 1959), ⚭ 1906 Gräfin Marie (Marizza) Andrássy von Czik-Szent-Király und Krasna-Horka (1886–1961)
- Alfred (* 6. April 1875; † 25. Oktober 1930), ⚭ 1912 Prinzessin Theresia Maria zu Oettingen-Oettingen und Oettingen-Wallerstein (1887–1971)
- Heinrich (* 21. Juni 1877; † 16. August 1915), unverheiratet
- Karl (* 16. September 1878; † 20. Juni 1955), ⚭ 1921 Elisabeth Fürstin von Urach (1894–1962)
- Georg (* 22. Februar 1880; † 14. April 1931), als Pater Ildefons Vorsteher des Emmausklosters in Prag.[1]

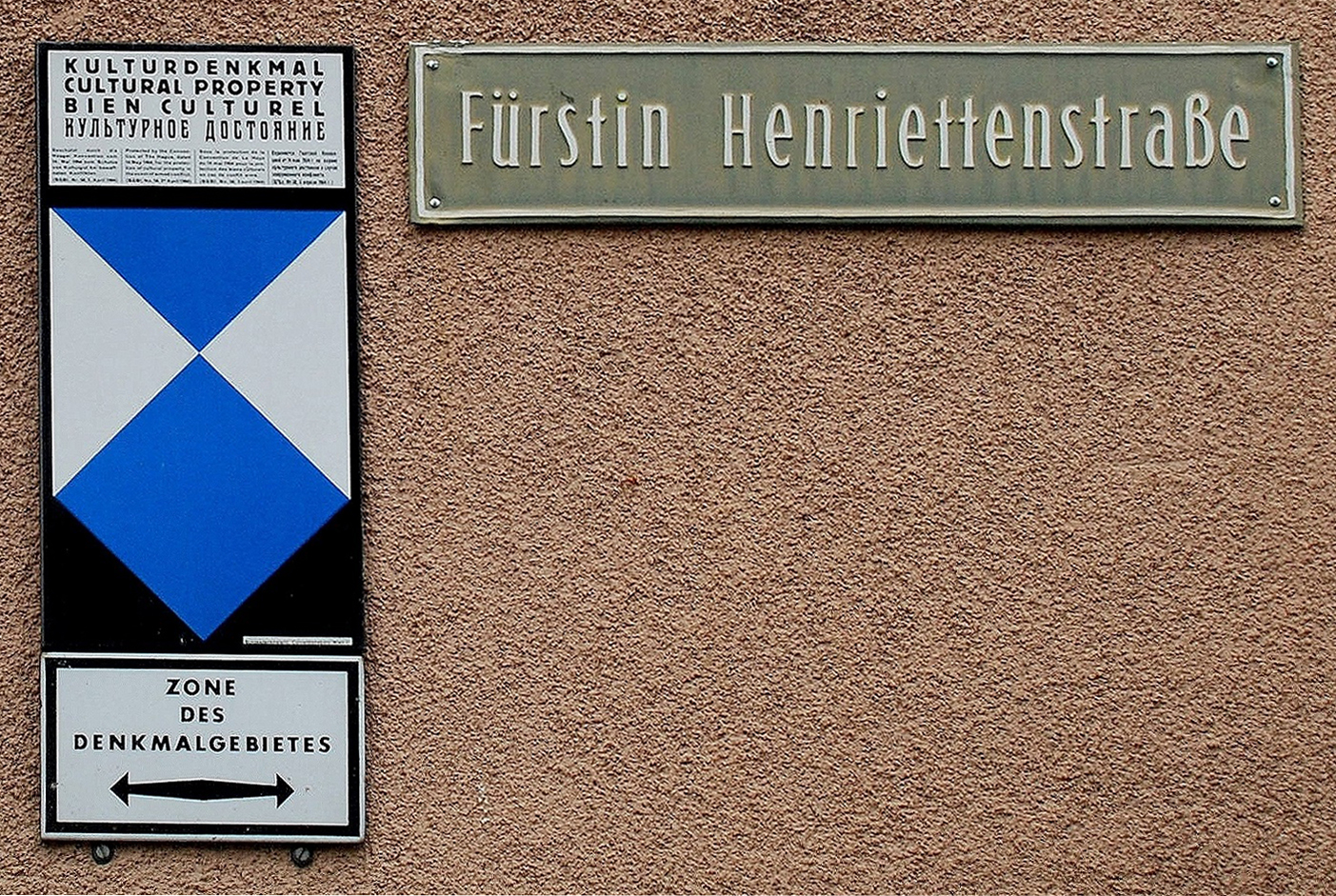
Straßenbenennung nach Henriette von und zu Liechtenstein, in Deutschlandsberg

## Ehrungen
- 1871: kaiserliche Palastdame[1][4]
- 1873: Sternkreuzordensdame[1][5]
- 1898: Großkreuz des Elisabeth-Ordens[6]
- 1913: doppelt große Salvatormedaille (Beschluss des Gemeinderats der Stadt Wien)[1]
- Straßenbenennung Fürstin-Henrietten-Straße in Deutschlandsberg